# 丹下砦
丹下砦（たんげとりで）は、愛知県名古屋市緑区鳴海町清水寺にあった砦。織田信長が今川義元との戦いの際に鳴海城を囲むように築いた三砦の一つ。

## 概要
1559年（永禄2年）の山口教継、教吉親子の切腹により、鳴海城は南の大高城とともに今川義元直属の支配下となった。織田信長はこれに対抗すべく、鳴海城を取り囲むように丹下砦、善照寺砦、中嶋砦の三砦を築き、さらに大高城との連絡を絶つべく、大高側に丸根砦、鷲津砦を築いた。丹下砦には水野忠光（弥三郎、帯刀）、山口守孝（海老之丞、広憲）が配置された。砦の建築は孤立した前線基地へ敵勢をおびき寄せる目的もあった。
丹下砦には鳴海城の北方、15世紀後半まで集落があった土地の古屋敷が利用された。砦は東西約64メートル、南北約50メートルと、東西46メートル、南北50メートルの2つの曲輪を中心に、その周囲に一辺100メートルの外構えを巡らしたもので、館型の城郭中心部と、広い外郭の組み合わせであった。
現在の光明寺（名古屋市緑区）の裏山が城跡に当たるが、大部分が宅地化され、城址碑も存在しない。砦跡を含む一帯は「清水寺遺跡」と呼ばれ、現代における発掘調査では、丹下砦の溝状遺構のほか、縄文時代の貝層や平安時代の経筒外容器なども発掘された。1860年には鳴海代官所がこの地に置かれた記録が残っている。

### 丹下砦の主な守将
丹下砦には340人ほどが駐在した。
- 水野忠光（弥三郎、帯刀）[4][5][6][7] - 水野忠綱の次男[8]。
- 山口守孝（海老之丞、広憲）[4][5] - 元は今川那古野氏の重臣[5]。
- 柘植友顕（玄蕃頭）[4][5][9] - 織田信長の従兄弟。桶狭間の戦い時は織田姓を名乗っていた[5]。
- 真木与十郎[4][5] - 牧長清と小林殿の間の息子とされる。
- 真木宗十郎[4][5] - 牧長清と小林殿の間の息子とされる。
- 伴十左衛門[4][5] - 言継卿記にも登場する古くからの重臣[5]。